# ASC Schöppingen
Allgemeiner Sportclub 45 Schöppingen e.V. – niemiecki klub piłkarski z siedzibą w mieście Schöppingen, występujący w Kreislidze A Coesfeld, stanowiącej dziewiąty poziom rozgrywek w Niemczech.

## Historia
Klub został założony w 1945 roku. W sezonie 1977/1978 po raz pierwszy występował na trzecim szczeblu rozgrywek, w Verbandslidze (grupa Westfalen). Do trzeciej ligi wrócił w 1982 roku, kiedy była ona stanowiona przez Oberligę (grupa Westfalen). Grał w niej przez 10 sezonów, aż do spadku w 1992 roku.
W sezonie 1985/1986 w ASC Schöppingen występował późniejszy reprezentant Holandii – Rob Reekers.

## Występy w lidze
| Liga                           | Poziom | Sezony | Lata      |
| ------------------------------ | ------ | ------ | --------- |
| Verbandsliga (grupa Westfalen) | III    | 1      | 1977–1978 |
| Oberliga (grupa Westfalen)     | III    | 10     | 1982–1992 |